# 히드로코르티손
히드로코르티손 또는 하이드로코르티손은 약물로 공급될 때 호르몬 코르티솔의 이름이다. 용도에는 부신피질 부전, 부신생식기 증후군, 고혈당 칼슘, 갑상선염, 류마티스 관절염, 피부염, 천식 및 COPD와 같은 상태가 포함된다. 부신 피질 기능 부전에 대한 선택 치료이다. 경구, 국소 또는 주사로 투여할 수 있다. 장기간 사용 후 치료를 중단하는 것은 천천히 이루어져야 한다.
부작용으로는 기분 변화, 감염 위험 증가, 부종(부기) 등이 있다. 장기간 사용 시 흔한 부작용으로는 골다공증, 배탈, 신체적 쇠약, 쉽게 멍이 들기 쉬움, 칸디다증(효모 감염) 등이 있다. 임신 중에 사용하기에 안전한지는 확실하지 않다. 하이드로코르티손은 글루코코르티코이드이며 항염증 및 면역 억제 작용을 한다.
히드로코르티손은 1936년에 특허를 받았고 1941년에 의료용으로 승인되었다. 세계보건기구의 필수 의약품 목록에 나열되어 있다. 제네릭 의약품으로 이용 가능하다. 2020년에는 미국에서 149번째로 가장 많이 처방된 약물로 300만 건 이상의 처방이 있었다.